# Poïkilodermie
 Mise en garde médicale
La poïkilodermie est un syndrome cutané associant une atrophie de l'épiderme pouvant évoluer vers la sclérose, un trouble de la coloration de la peau (dyschromie : peau trop brune ou dépigmentée) et des dilatations des vaisseaux superficiels du derme (télangiectasies). La répartition des zones de peau affectées pouvant prendre l'aspect de plaques séparées ou d'un réseau,.
La poïkilodermie peut être acquise ou congénitale. La poïkilodermie est constitutive de plusieurs maladies en association avec d'autres symptômes.

## Poïkilodermies congénitales
Survenant dès la naissance ou très précocement, elles associent atrophie, dyschromies et télangiectasies avec ou sans bulles.
Certaines comportent une photosensibilité (syndromes de Bloom, de Cockayne et de Rothmund-Thomson), ou des bulles (syndromes de Mendes da Costa, de Kindler et de Weary), ou des lésions kératosiques (syndromes de Zinsser-Cole-Engman et de Weary).

### Poïkilodermie de Rothmund
Dermatose d'origine génétique (génodermatose) associant une poïkilodermie photosensible précoce, car survenant pendant la première ou la deuxième année de la vie, un érythème réticulé et parfois une hyperkératose palmoplantaire. Au sens strict elle ne comporte ni anomalies osseuses, ni cataracte. Sa transmission est autosomique récessive. Une photoprotection rigoureuse est indispensable et une surveillance au long cours doit être exercée car c'est un syndrome prédisposant à la survenue de cancer de la peau. Elle a été décrite en 1868 par un ophtalmologiste allemand August von Rothmund (en).

### Poïkilodermie de Thomson
Encore appelée syndrome de Rothmund-Thomson, elle comporte en plus de la précédente des anomalies osseuses et une cataracte bilatérale.

### Le syndrome de Rothmund-Thomson

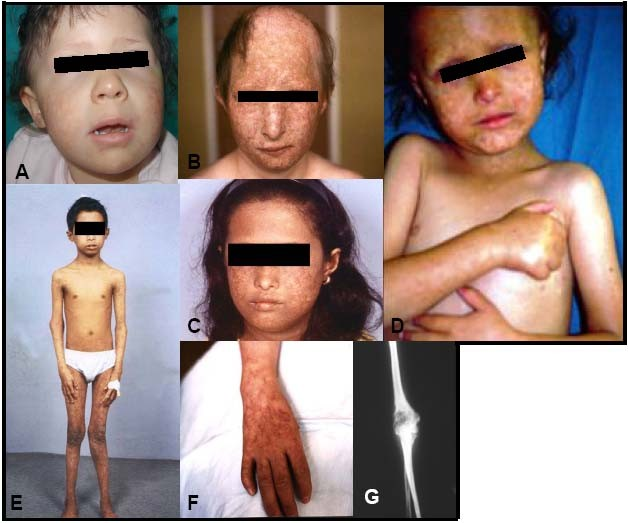
Montage présentant l'aspect cutané de plusieurs jeunes patients atteints d'un syndrome de Rothmund-Thomson. L'enfant de l'image B présente clairement une atrophie de la peau du visage et un trouble de la pigmentation. On note sur la radiographie du bras une lacune osseuse à l'extrémité inférieure de l'humérus.

Il s'agit d’une génodermatose associant poïkilodermie, petite taille, cheveux cils et sourcils épars ou absents, cataracte précoce, anomalies squelettiques, vieillissement précoce et une prédisposition à certains cancers,.

### Poïkilodermie généralisée de Petges-Jacobi ou scléropoïkilodermie
Cette maladie associe une poïkilodermie a un érythème œdémateux pigmenté, débutant au visage, pouvant atteindre la presque totalité de la peau, évoluant souvent en sclérodermie. Elle a été décrite en 1906 par Gabriel Petges, dermatologiste français et en 1908 par E. Jacobi, dermatologiste allemand.

### Poïkilodermie acrokératosique de Weary
Ici la poïkilodermie est associée à des bulles non traumatiques aux mains et aux pieds, des papules lichénoïdes et kératosiques des mains, des pieds, des genoux et des coudes. Maladie à transmission autosomique dominante ce qui la distingue de la poïkilodermie de Kindler. Elle a été décrite en 1971 par P. E. Weary, dermatologue américain.

### Poïkilodermie de Kindler
Poïkilodermie congénitale transmise sur le mode autosomique récessif, elle se manifeste dès la naissance par des bulles diffuses puis par l'apparition progressive de troubles des muqueuses : leucokératose buccale, sténose anale, œsophagienne ou urétrale. L'évolution cutanée se fait vers une atrophie généralisée associée à une pseudosynéchie des doigts et une kératodermie ponctuée des plantes des pieds. Elle a été décrite en 1954 par Theresa Kindler, dermatologue britannique.

### Poïkilodermie fibrosante héréditaire avec contractures tendineuses, myopathie et fibrose pulmonaire (POIKTMP)
Ce syndrome rapporté pour la première fois en 2006 dans une famille sud-africaine est lié à des mutations hétérozygotes du gène FAM111B sur le chromosome 11q12. Il associe outre une poïkilodermie précoce de l’enfance dans les zones exposées au soleil, des contractures tendineuses des membres inférieurs et le développement d’une fibrose pulmonaire dans la seconde décennie de vie avec altération de la fonction respiratoire, une intolérance à la chaleur, une baisse de la sudation et des troubles des cheveux,,.

## Poïkilodermie réticulée pigmentaire du visage et du cou de Civatte
Encore appelée ""vieillissement solaire", il s'agit d'une dermatose rare mêlant érythème et pigmentation, atteignant principalement le visage et les faces latérales du cou, associant télangiectasies et hyperkératose folliculaire. Le diagnostic différentiel est difficile avec une pigmentation d'origine cosmétique, avec le lichen pigmentogène, voire avec l'erythrosis interfolliculairis colli de Leder qui est beaucoup plus fréquente. Elle a été décrite en 1923 par Achille Civatte, dermatologue français,.